# 城父の戦い
城父の戦い（じょうほのたたかい）は、紀元前225年に楚軍が秦軍を大敗させた戦い。

## 概要
紀元前225年、秦は魏を滅ぼし、次の標的を楚とした。秦王政は楚の攻略に必要な兵数を尋ねると李信は20万人、王翦は60万人と答えた。秦王政は李信の案を採用し、李信・蒙恬に10万人ずつの兵を託し楚の討伐に向かわせた。
李信は平輿から、蒙恬は寝丘から攻め入り、楚軍を破り、寝丘の北の城父で合流した。しかし、秦の昌平君が郢陳で反乱を起こし、退路を断たれた秦軍は楚の項燕の奇襲により2つの城壁が破られ、7人の都尉を失う。秦軍は全軍覆没し、敗走した。